# Seven Soldiers
Seven Soldiers è una metaserie scritta da Grant Morrison e pubblicata dalla DC Comics. Fu pubblicata come sette miniserie interconnesse e due numeri fermalibri. La serie vede protagonista la nuova versione dei Sette Soldati della Vittoria combattere per salvare la Terra dagli Sheeda.

## Storia di pubblicazione
Seven Soldiers cominciò come un progetto diverso che si evolse nel tempo. Secondo Morrison:
"Ho cominciato nel 2002 con l'idea di fare uno spin-off della JLA chiamata JL8, che avrebbe visto una manciata di personaggi di serie C mettersi insieme come un'analogia DC dei Vendicatori o degli Ultimates. Guardian sarebbe stato dall'inizio il mio Capitan America, Mister Miracle sarebbe stato Thor, il Demone sarebbe stato Hulk, Zatanna sarebbe stata Scarlet Witch e così via...lavorai sul materiale per i successivi due anni per trasformare il concetto dei Sette Soldati come è diventato alla fine".
La serie fu contornata da Seven Soldiers n. 0 e n. 1, con illustrazioni di J. H. Williams III. Il resto fu pubblicato in sette miniserie; Shining Knight con illustrazioni di Simone Bianchi, Manhattan Guardian con illustrazioni di Cameron Stewart, Zatanna con illustrazioni di Ryan Sook, Klarion con illustrazioni di Frazer Irving, Mister Miracle con illustrazioni di Pascal Ferry, Bulleteer con illustrazioni di Yanick Paquette e Frankenstein con illustrazioni di Doug Mahnke.

## Trama
Nel primo numero di questa storia (che fu parte di una struttura di due numeri per il progetto), il Vigilante mise insieme il nuovo Spider (chiamato "I, Spyder", e apparentemente il figlio dell'originale), Gimmix (l'estranea figlia di Merry, la Ragazza dei Mille Trucchi), un nuovo Boy Blue,  Dyno-Mite Dan (proprietario di due imitazioni degli anelli esplosivi di TNT e Dan the Dyna-Mite), e Whip (nipote del Whip della Golden Age). La squadra si propose di andare in battaglia contro Buffalo Spider (successivamente, gli Sheeda furono traditi in battaglia da Spyder in Seven Soldiers of Victory n. 1 in un altro accenno all'originale) solo per essere uccisa durante un evento noto come "Harrowing".
Le sette miniserie seguirono altri sette personaggi indirettamente collegati al primo gruppo, ognuno con un suo stile, genere e storia. Una parte centrale dell'idea di Morrison per la serie corrente era quella che, anche se i sette personaggi in questione era ognuno una parte della stessa lotta, non si incontrarono mai davvero (anche se ci furono dei riferimenti a ognuno in ogni numero). Così, la squadra non fu mai veramente una squadra.
Una spiegazione di tutto ciò, fu presentata in Manhattan Guardian e Zatanna. nel primo, un uomo di nome Ed Starsgard (Baby Brain) disse a Guardian che gli Sheeda attaccarono l'umanità in periodi a ondate, prendendo tutto ciò che era di valore (fisico e mentale) e lasciandosi dietro solo quel poco che poteva bastare ai sopravvissuti per ricostruire in occasione della visita successiva. Si profetizzò che gli Sheeda sarebbero stati fermati da sette soldati, così presero a bersagliare gruppi di sette persone, inclusi gli Ultramarine Corps e la Justice League (JLA: Classified dal n. 1 al n. 3). Tuttavia, dato che i Sette Soldati non si incontrarono mai, ebbero una possibilità di portare a termine il lavoro.
In Zatanna, un fantasma osservò che c'erano troppe coincidenze nella storia e che sentiva che c'era una "corda misteriosa che li legava tutti insieme". Alla fine emerse che i Sette Uomini Sconosciuti di Slaughter Swamp stavano guidando i Sette Soldati a fermare gli Sheeda.
In un'intervista, Grant osservò che questa serie di storie (che egli chiamò "megaserie", anche note come metaserie), presero posto dopo Crisi infinita. Dan DiDio affermò che, dopo un'attenta consultazione con Morrison, la serie poteva prendere posto una settimana prima di Crisi infinita.
Il fumetto Seven Soldiers of Victory n. 1 fu originariamente previsto per la pubblicazione il 1º aprile 2006, ma fu ritardato e infine pubblicato il 25 ottobre dello stesso anno.

### L'ultima battaglia
Dopo essere stati sottoposti a varie prove e tribolazioni nella propria miniserie, i soldati arrivarono a prendere parte nella battaglia finale contro la Regina degli Sheeda a New York, ognuno dando il suo contributo in parti diverse senza avere nessuna conoscenza del disegno completo.
La sequenza climatica fu iniziata dall'incantesimo di Zatanna "Sette Soldati Colpite!", questa fu la spinta finale di cui l'universo ebbe bisogno per muovere i Soldati nella loro posizione.
Dopo aver viaggiato nel regno futuro dove vivono gli Sheeda, Frankenstein prese Castle Revolving, il regno fluttuante che viaggia nel tempo della Regina, nella New York del presente così che la Regina potesse essere portata di fronte alla giustizia dallo S.H.A.D.E., il gruppo delle operazioni speciali paranormali. una volta che il Castello giunse, il Cavaliere Splendente - che seguì la Regina nel futuro - attaccò la regina con successo, ferendola seriamente e lasciandola aperta all'attacco del personaggio di supporto Alias il Ragno, che lanciò una freccia verso di lei e la fece cadere nelle strade di New York sottostanti.
Qui, Guardian arruolò un migliaio di newyorkesi in una piccola milizia che riuscì con successo a combattere l'invasione degli Sheeda. Più o meno nello stesso tempo, Bulleteer attraversò le strade con la sua macchina, sperando così di ferire la sua nemesi, Sally Sonic, tanto da mandarla all'ospedale. Sally, assolutamente folle, attaccò Bulleteer, che perse controllo del proprio veicolo e si schiantò contro la Regina. Guardian giunse sul posto, ma Bulleteer fu l'unica sopravvissuta.
Prima di tutto ciò, Klarion, che si era fatto strada fino a New York dalle caverne sotto la città, rubò il dado magico dalla spalla di Zatanna, Misty. Insieme al suo dado, i due dadi compromisero Fatherbox, uno dei tesori perduti dell'antico supereroe Aurakles. Quindi, Klarion viaggiò fino a Castle Revolving. Con la Regina degli Sheeda morta, Klarion utilizzò un incantesimo legante su Frankenstein, costringendolo a pilotare la nave indietro nel futuro. Così, Klarion divenne il "traditore" che era stato profetizzato. Però, facendo così, fermò anche Misty, la principessa Sheeda, dal diventare la nuova Regina degli Sheeda e obbligarla a continuare il ciclo di distruzione per salvare la sua gente.
Alla fine, Mister Miracle si confrontò con Darkseid nel suo club. Qui, Darkseid spiegò che diede la Terra agli Sheeda in cambio di Aurakles, il primo supereroe. Mister Miracle si offrì in cambio della libertà di Aurakles e Darkseid accettò. Tuttavia, una volta che Aurakles fu liberato e Mister Miracle fu incatenato, e Darkseid gli sparò alla testa facendo di lui il soldato che sarebbe dovuto morire. Alla fine, si vide Mister Miracle emergere vivo dalla propria tomba, "fuggito dalla morte".

### Fine dei personaggi
- Cavaliere Splendente fu visto frequentare la H.S. Johnson School for Heroes, dove Ali Ka-Zoom (l'amico fantasma di Zatanna) gli promise di darle i consigli di cui aveva bisogno, e che poteva continuare a combattere il male con Horsefeathers nei fine settimana. Le diede la spada di Aurakles e suggerì che sarebbe potuta tornare nel suo tempo e diventare la Regina Ystina la Buona.
- Guardian sopravvisse all'attacco a New York, dopo aver creato un'armata per combattere gli Sheeda. Riuscì ad ottenere di nuovo l'amore della sua ex ragazza (a cui aveva precedentemente fatto la proposta di matrimonio).
- Bulleteer rimase in carcere per un breve periodo dopo l'incidente, ma successivamente le fu detto che poteva andarsene. Anche se chiese se fosse veramente libera a causa del ruolo in gioco che il destino aveva in serbo per lei.
- Klarion fu visto schiamazzare follemente mentre le femmine Sheeda strisciavano davanti a lui. Ricomparve in Countdown a Crisi Finale dove tentò di assorbire i poteri di Mary Marvel, ma fu sconfitto.
- Frankenstein fu visto alla fine sotto il controllo di Klarion, anche se infine riottenne la sua mente. Lo si vide infine in Crisi finale n. 3 dove assistette lo S.H.A.D.E. a catturare Renee Montoya.
- Zatanna fu quasi travolta dalla moglie e successivamente svanì. La più famosa dei Soldati, sopravvisse, comparendo nella storia di Un anno dopo, anche se la sua nuova apprendista Misty Kilgore deve ancora comparire.
- Mister Miracle fu seppellito in una tomba sotterrata solo con il suo nome da palcoscenico. Fu visitato da Darkseid, che depositò un fiore nero su di essa e se ne andò. Una volta che se ne fu andato, però, le mani di Mister Miracle uscirono dalla terra, e comparve in Crisi Finale n. 2, essendo sfuggito alla morte. Viene menzionata questa fuga dalla morte.

## Membri

### Primo gruppo
- Vigilante (Greg Saunders)
- I, Spyder (Thomas Ludlow Dalt II)
- Gimmix (Jacqueline Pemberton)
- Boy Blue
- Dyno-Mite Dan (Harris D. Ledbetter)
- Whip (Shelly Gaynor)
- Bulleteer (Lasciata perdere prima che la squadra andasse in missione)

### Secondo gruppo
- Cavaliere Splendente (Sir Ystin/Ystina/Justina)
- Manhattan Guardian (Jake Jordan)
- Zatanna (Zatanna Zatara)
- Klarion (Klarion Bleak)
- Mister Miracle (Shilo Norman)
- Bulleteer (Alix Harrower)
- Frankenstein

## Premi
La serie vinse il premio Eisner Award come "Migliore serie Finita/Limitata".

## Raccolte
La serie fu racconta in quattro volumi e due volumi con copertina rigida, la prima di cui contenne gli stessi contenuti dei primi due numeri, mentre la seconda contenne gli stessi contenuti degli ultimi due.